# Kortschagino (Kaliningrad)
Kortschagino (russisch Корчагино, deutsch Tiedtken) ist ein Ort in der russischen Oblast Kaliningrad. Er gehört zur kommunalen Selbstverwaltungseinheit Stadtkreis Selenogradsk im Rajon Selenogradsk.

## Geographische Lage
Kortschagino liegt 17 Kilometer nördlich der Oblasthauptstadt Kaliningrad (Königsberg) und elf Kilometer südlich der Rajonshauptstadt Selenogradsk (Cranz) und ist über die Nebenstraße Kaschtanowka–Nisowka (Mollehnen–Nadrau) von Melnikowo (Rudau) aus zu erreichen. Die nächste Bahnstation ist Kaschtanowka an der Bahnstrecke Kaliningrad–Selenogradsk–Pionerski (Königsberg–Cranz–Neukuhren).

## Geschichte
Das bis 1946 Tiedtken genannte Dorf war einst ein Vorwerk zu Maldaiten (heute russisch: Fjodorowo) im Amtsbezirk Rudau (Melnikowo) im Landkreis Fischhausen, 1939 bis 1945 Landkreis Samland im Regierungsbezirk Königsberg der preußischen Provinz Ostpreußen. Nachdem 1926 Maldaiten nach Rudau eingemeindet wurde, war auch Tiedtken bis 1945 ein Ortsteil der Gemeinde Rudau. 
Infolge des Zweiten Weltkrieges kam Tiedtken mit dem gesamten nördlichen Ostpreußen zur Sowjetunion. Der Ort erhielt im Jahr 1950 die russische Bezeichnung „Kortschagino“ und wurde gleichzeitig dem Dorfsowjet Melnikowski selski Sowet im Rajon Primorsk zugeordnet. Später gelangte der Ort in den Muromski selski Sowet. Von 2005 bis 2015 gehörte Kortschagino zur Landgemeinde Kowrowskoje selskoje posselenije und seither zum Stadtkreis Selenogradsk. 

## Kirche
Mehrheitlich war die Einwohnerschaft Tiedtkens vor 1945 evangelischer Konfession und der Ort in das Kirchspiel Rudau (heute russisch: Melnikowo) eingegliedert. Es lag im Kirchenkreis Königsberg-Land II innerhalb der Kirchenprovinz Ostpreußen der Kirche der Altpreußischen Union. Heute liegt Kortschagino im Einzugsbereich der neu entstandenen evangelisch-lutherischen Gemeinde in Selenogradsk (Cranz), die eine Filialgemeinde der Auferstehungskirche in Kaliningrad (Königsberg) in der Propstei Kaliningrad der Evangelisch-lutherischen Kirche Europäisches Russland ist. 